# Stanisław Zubrzycki
Stanisław Roman Zubrzycki (ur. 1878 w Stanisławowie, zm. 14 września 1938 we Lwowie) – prokurator, sędzia, oficer wojskowy.

## Życiorys
Stanisław Roman Zubrzycki urodził się w 1878 w Stanisławowie. W młodości był członkiem Lwowskiego Klubu Szermierczego i startował w zawodach (wraz z nim m.in. Artur Till). Ukończył studia prawnicze na Wydziale Prawa Uniwersytetu Lwowskiego.
Praktykę sądową odbywał we Lwowie. Pracował jako sędzia w Mościskach oraz we Lwowie. W 1912 został mianowany zastępcą prokuratora w Tarnopolu. Podczas I wojny światowej od 1915 do 1918 przebywał we niewoli. Od 1919 do 1921 służy w Wojsku Polski jako major korpusu sądowego na stanowisku szefa sądu polowego 18 Dywizji Piechoty. Wiceprokuratorem Sądu Okręgowego tamże pozostał do 1929. 22 października 1929 został mianowany wiceprokuratorem Sądu Apelacyjnego we Lwowie, a potem awansował na prokuratora SA. Od 11 lipca 1932 był wiceprezesem oddziałów karnych Sądu Apelacyjnego we Lwowie.
11 listopada 1937 został odznaczony Krzyżem Komandorskim Orderu Odrodzenia Polski.
Zmarł 14 września 1938 we Lwowie. Tam odbył się jego pogrzeb.